# Tantième
De term tantième (uit het Frans, letterlijk: het zoveelste deel) wordt in België en Nederland gebruikt voor een deel van de winst dat aan de bestuurders van vennootschappen wordt gegeven. Dit is een vergoeding voor de bestuurder die afhangt van hoe goed hij/zij het bedrijf heeft bestuurd. Het kan vergeleken worden met dividenden die worden uitgekeerd aan aandeelhouders maar dan voor bestuurders. Het verkrijgen van tantièmes staat wel totaal los van het al dan niet in bezit hebben van aandelen.
Voor de bepaling van de fiscale winst is het begrip tantième met name van belang, aangezien hierover in Nederland geen vennootschapsbelasting verschuldigd is (door de fiscus wordt tantième als vreemd vermogen beschouwd). Voor bepaling van het vennootschappelijk resultaat daarentegen wordt tantième vaak gezien als deel van het eigen vermogen, omdat het uitgekeerd wordt vanuit het bedrijfsresultaat.
De term tantième wordt soms ook gebruikt bij berekening van pensioenbedrag.